# Simone Raineri
Pour les articles homonymes, voir Raineri.
Simone Raineri est un rameur italien né le 7 février 1977 à Casalmaggiore. 

## Biographie
Simone Raineri a participé à l'épreuve de quatre de couple lors de trois Jeux olympiques d'été.
Avec Agostino Abbagnale, Rossano Galtarossa et Alessio Sartori aux Jeux olympiques d'été de 2000 à Sydney, il est sacré champion olympique.
Il se classe dixième aux Jeux olympiques d'été de 2004 à Athènes et remporte la médaille d'argent aux Jeux olympiques d'été de 2008 à Pékin, avec Luca Agamennoni, Simone Venier et Rossano Galtarossa.
Aux Jeux méditerranéens de plage de 2015 à Pescara, il est médaillé d'or en skiff et médaillé de bronze en relais mixte.